# Land of Dreams
Land of Dreams è un album in studio del cantautore statunitense Randy Newman, pubblicato nel 1988. Contiene collaborazioni con alcuni musicisti come Mark Knopfler, Tom Petty, Guy Fletcher e molti altri.

## Tracce
1. Dixie Flyer – 4:10
2. New Orleans Wins The War – 3:27
3. Four Eyes – 3:34
4. Falling In Love – 3:00
5. Something Special – 3:07
6. Bad News From Home – 2:45
7. Roll With The Punches – 3:29
8. Masterman And Baby J – 3:27
9. Red Bandana – 2:35
10. Follow The Flag – 2:15
11. It's Money That Matters – 4:04
12. I Want You To Hurt Like I Do – 4:07

## Formazione
- Randy Newman - voce, pianoforte
- Buzz Feiten - chitarra
- Robbie Weaver - sintetizzatore
- Carlos Vega - batteria
- Mark Knopfler - chitarra, cori
- Kevin Maloney - sintetizzatore, cori
- Neil Stubenhaus - basso
- John Robinson - batteria
- James Newton Howard - tastiera, sintetizzatore
- Steve Lukather - chitarra
- Phil Jones - batteria
- Larry Faster - sintetizzatore
- Tom Petty - chitarra, cori
- Nathan East - basso
- Guy Fletcher - sintetizzatore
- Mike Campbell - chitarra
- Jeff Porcaro - batteria
- David Paich - sintetizzatore
- Lenny Castro - percussioni
- Buzz Feiten - chitarra
- Jeff Lynne - tastiera, cori
- Dean Parks - chitarra
- Leland Sklar - basso
- John Robinson - batteria
- Michael Boddicker - sintetizzatore
- Jerry Hey - tromba, flicorno
- Bill Reichenbach Jr. - trombone
- Marc Russo - sax
- Dan Higgins - flauto, sassofono tenore
- Adrienne Howell, Bob Hilbourn Jr., Deborah Neal, Karen Verkoelen, Jeannie Novak, Twila Rice, Nicole Jones - cori